# Aemilia Lepida (Tochter des Quintus Lepidus)
Aemilia Lepida († nach 20 n. Chr.) war eine römische Adelige aus der Familie der gens Aemilia, die verschiedener Verbrechen angeklagt und verbannt wurde.

## Herkunft und Leben
Aemilia war die Tochter von Quintus Aemilius Lepidus, Konsul des Jahres 21 v. Chr., und dessen Frau Cornelia, der Tochter des Faustus Cornelius Sulla und der Pompeia. Aemilia Lepida war damit über ihre Mutter eine Urenkelin von Pompeius dem Großen und von Sulla. Ihr Bruder war Manius Aemilius Lepidus, der Konsul von 11 n. Chr.
In ihrer Jugend wurde sie Lucius Caesar, dem Enkel des Augustus, versprochen; dieser starb jedoch bereits 2 n. Chr. Daraufhin heiratete Aemilia Lepida den reichen und viel älteren Senator Publius Sulpicius Quirinius, von dem sie jedoch bald darauf geschieden wurde. Anschließend heiratete sie den Senator, Redner und Dichter Mamercus Aemilius Scaurus, mit dem sie eine Tochter hatte. Eine genaue Datierung dieser Ereignisse ist nicht möglich. Sueton gibt jedoch an, die Aufhebung der ersten Ehe habe zwanzig Jahre vor dem Prozess, also ungefähr um die Zeitwende, stattgefunden. Da Aemilia aber kaum zu Lebzeiten des Lucius Caesar einen anderen Mann geheiratet haben wird, muss die Eheschließung mit Quirinius (und notwendigerweise auch die Scheidung) wenige Jahre danach anzusetzen sein.

## Prozess
Im Jahr 20 – etwa 15 Jahre nach der Scheidung – wurde Aemilia Lepida von ihrem ersten Ehemann Quirinius verschiedener Verbrechen angeklagt. Einerseits habe sie in der Zeit, in der sie mit ihm verheiratet war, Ehebruch begangen und vorgegeben, dass das Kind von ihrem Gemahl stamme. Andererseits wurde sie der Giftmischerei angeklagt. Außerdem soll sie Astrologen („Chaldäer“) konsultiert haben, um dem Kaiserhaus zu schaden. Ihre Situation und die Tatsache, dass ihr erster Mann so lange nach der Scheidung immer noch gegen sie vorging, brachten ihr zunächst Mitleid in der Öffentlichkeit (angeblich besonders bei Frauen) ein. Hinzu kam der Prestigeunterschied, da sie selbst aus einer altadeligen Familie stammte, während Quirinius ein Homo novus war. Noch nach seinem Tod soll er aufgrund seiner hartnäckigen Prozessführung und seines Geizes bei der Bevölkerung in schlechtem Ansehen geblieben sein.
Zu Beginn des Prozesses standen ihre Chancen daher vergleichsweise gut, zumal ihr Bruder sie verteidigte und der regierende Kaiser Tiberius dem Geschichtsschreiber Tacitus zufolge zunächst Anzeichen von Milde zeigte. Dann aber wurden ihre Sklaven verhört, wie damals üblich unter der Folter, und offenbarten ihre Verbrechen. Der Senat einigte sich auf den Vorschlag des Gaius Rubellius Blandus, sie zu verbannen. Der designierte Konsul Drusus der Jüngere stimmte zu. Ihr zweiter Gatte Scaurus durfte jedoch ihre Besitzungen behalten, die also nicht vom Staat konfisziert wurden. Zwei Jahre später ließ Tiberius verlauten, er habe von einem von Quirinius’ Sklaven erfahren, dass Aemilia Lepida ihre ersten Ehemann vergiften wollte. Daraufhin ließ sich Scaurus von ihr scheiden und heiratete erneut.